# Kijowska wieża telewizyjna
Kijowska wieża telewizyjna (ukr. Київська телевежа) – wieża telewizyjna o wysokości 385 m w Kijowie. Została wybudowana w latach 1968–1973 dla nadawania przekazu państwowego radia i telewizji. Najwyższa budowla w Kijowie i na całej Ukrainie oraz najwyższa konstrukcja budowlana na świecie w momencie otwarcia.
1 marca 2022, w czasie rosyjskiej inwazji na Ukrainę wieża została uszkodzona w wyniku ostrzału rakietowego, który zabił pięcioro pracowników telewizji i ranił kolejną piątkę. Wskutek trafienia przez kilka godzin nie nadawała żadna ukraińska stacja telewizyjna.